# Ахмедов, Шюкюр Али оглы
Шюкюр Али оглы Ахмедов (азерб. Şükür Əli oğlu Əhmədov; 12 мая 1926 года, Нахичеванская АССР — 5 июля 1970 года, Нахичеванский район) — советский азербайджанский животновод, Герой Социалистического Труда (1949).

## Биография
Родился 12 мая 1926 года в селе Бёюкдюз Нахичеванской АССР (ныне Кенгерлинский район Нахичеванской АР Азербайджана).
Начал трудовую деятельность чабаном в 1940 году в колхозе «Азербайджан» (бывший имени Берии) Нахичеванского района. Позже старший чабан на этом же колхозе. Также работал заместителем председателя колхоза имени Карла Маркса, заведующий ветеринарным отделением села Шахтахты, ветеринар колхоза имени Джавида, позже председатель колхозов имени Джавида и «Азербайджан» Шахбузского района. До 1970 года председатель колхоза «Бёюкдюз» Нахичеванского района.
В 1948 году достиг высоких результатов в области овцеводства.
Указом Президиума Верховного Совета СССР от 24 июня 1949 года за получение высокой продуктивности животноводства Ахмедову Шюкюру Али оглы присвоено звание Героя Социалистического Труда с вручением ордена Ленина и золотой медали «Серп и Молот».
Скончался 5 июля 1970 года в родном селе.